# Боровск
Бо́ровск — город в России, административный центр Боровского района Калужской области. Образует городское поселение город Боровск.
В 2000 году вошёл в список исторических городов России. Имеет почётное наименование «Город воинской доблести» (2017). В 2021 году получил статус исторического поселения федерального значения.

## География
Город окружён лесами и расположен на холмах по обоим берегам реки Протвы примерно в 15 километрах от станции Балабаново Киевского направления Московской железной дороги и в 84 километрах к юго-западу от Москвы.

## История
В XIV и начале XV века Боровск вместе с Серпуховым был одним из двух центральных городов удельного княжества Боровско-Серпуховского. Первое упоминание о городе содержится в духовной грамоте великого князя Ивана Красного, датированной 1358 годом. Однако найденная на Боровском городище (месте Боровского кремля) керамика датируется более ранним временем, XI—XIII века, что свидетельствует о существовании здесь древнерусского поселения. Археологические раскопки и обследования Боровска показывают, что на расстоянии 500—800 метров друг от друга находились поселения на левом берегу реки Протвы («Петрова гора») и на правом (на городище и в районе Косого оврага).
Около 1378 года Дмитрий Донской передаёт Боровск вместе с несколькими волостями князю Владимиру Храброму и город становится одним из центров Боровско-Серпуховского княжества, которое просуществовало до 3-й четверти XV в.
В середине XV века Пафнутий Боровский основал на окраине города крупный культурно-религиозный центр Московского государства — Пафнутьево-Боровский монастырь. В 1480 году владевший городом Иван III готовил под Боровском войска к битве с ордынцами.
В 1565 году, когда царь Иван Грозный разделил Русское государство на опричнину и земщину, город с прилегающими землями вошёл в состав последней и причислялся к ней до конца 1567 года.
В XVII веке Боровск стал ареной трагедии старообрядчества. Сюда был сослан протопоп Аввакум, в Боровский острог были помещены (и там погублены) его соратницы — боярыня Морозова и её сестра княгиня Урусова.
С 1776 года Боровск — уездный город Боровского уезда Калужского наместничества (с 1796 года — Калужской губернии). В 1777 году был учреждён герб Боровска.
Во время Отечественной войны 1812 года город и Пафнутьев монастырь были сожжены и разорены французами. В мае 1857 года город вновь сильно пострадал от пожара — сгорело 150 жилых домов, 200 лавок и несколько церквей.
С 1880 по 1892 годы в Боровске жил Константин Циолковский, работавший здесь преподавателем. Ранее здесь жил и учительствовал религиозный мыслитель Н. Ф. Фёдоров.
С июля 1929 года Боровск — центр Боровского района Калужского округа Московской области.
С июля 1930 года Боровск — центр Боровского района Московской области (Калужский округ, как и большинство остальных округов СССР, был упразднён).
С 5 июля 1944 года Боровск — центр Боровского района Калужской области.

### Оборона Боровска осенью 1941 года
В обороне принимали участие воинские части и подразделения 5, 33 и 43 армий Западного фронта и Московского военного округа:
- 113-я стрелковая дивизия (бывшая 5-я Московская стрелковая дивизия народного ополчения).
- 110-я стрелковая дивизия (бывшая 4-я Московская стрелковая дивизия народного ополчения).
- 312-я стрелковая дивизия.
- 53-я стрелковая дивизия.
- 17-я танковая бригада.
- 2-й мотострелковый полк отдельной мотострелковой дивизии особого назначения НКВД им. Ф. Дзержинского.
- Особый кавалерийский полк.
- Артиллерийские полки 43-й армии.
- Подразделения 151-й и 152-й мотострелковых бригад.
- Зенитно-артиллерийская группа 1 корпуса ПВО Москвы.
- 3-й дивизион 12-го гвардейского миномётного полка.
- Подразделения 22-й танковой бригады (группа капитана К. Г. Кожанова).
- Отдельные танковые подразделения 5-й и 43-й армий.
- 40-й Боровский и 41-й Подольский истребительные батальоны НКВД.

### Освобождение Боровска зимой 1942 года
От немецкой оккупации город был освобождён войсками 33-й армии генерала М. Г. Ефремова в ходе боёв, которые продолжались с 31 декабря 1941 года по 4 января 1942 года. Боровск брали части 113-й, 93-й и 201-й стрелковых дивизий при поддержке частей 338-й стрелковой дивизии.

## Герб
В 1777 году (10 марта) был утверждён герб города Боровска, отразивший подвиг Михаила Волконского, павшего смертью храбрых со своими воинами от рук поляков в 1610 году: «Напоминая сие достойное сохраниться в памяти происшествие, герб сего города состоит в серебряном поле, изображающем невинность и чистосердие, червлёное сердце, показующее верность, в средине которого крест, изъявляющий истинное усердие к Божиему Закону, основанию всей добродетели, и сердце сие окружено зелёным лавровым венцем, показующим нерушимость и твёрдое пребывание достойной славы сему вождю и другим, погибшим за справедливую причину с ним». (ПСЗ Российской империи. Т. ХХ. 1775—1780).

## Население
| 1857    | 1859    | 1868    | 1897    | 1913    | 1920    | 1926    | 1931    | 1939    | 1959    |
| ------- | ------- | ------- | ------- | ------- | ------- | ------- | ------- | ------- | ------- |
| 9231    | ↘8737   | ↗8956   | ↘8414   | ↗8821   | ↘3515   | ↗5822   | ↗8387   | ↗10 255 | ↗10 897 |
| 1970    | 1979    | 1989    | 1992    | 1996    | 1998    | 2000    | 2001    | 2002    | 2003    |
| ↗12 297 | ↗13 578 | ↘13 405 | ↗14 600 | →14 600 | ↘14 400 | ↘14 100 | ↘13 900 | ↘11 917 | ↘11 900 |
| 2005    | 2006    | 2007    | 2008    | 2009    | 2010    | 2011    | 2012    | 2013    | 2014    |
| ↘11 700 | →11 700 | ↗11 800 | →11 800 | ↘11 759 | ↗12 283 | ↗12 300 | ↘12 124 | ↘11 916 | ↘11 697 |
| 2015    | 2016    | 2017    | 2018    | 2019    | 2020    | 2021    | 2023    |         |         |
| ↘11 418 | ↘11 210 | ↘10 966 | ↘10 734 | ↘10 507 | ↘10 337 | ↗12 598 | ↗12 686 |         |         |

На 1 января 2025 года по численности населения город находился на 841-м месте из 1124 городов Российской Федерации.

## Средства массовой информации

### Печатные СМИ
Газета «Боровские известия» — общественно-политическое издание. Выходит в свет два раза в неделю: по средам и пятницам на 4-12 полосах (основная газета) плюс приложения. Помимо событийных материалов и хроники событий, происходящих во всех сферах жизни района, газета имеет статус официального публикатора законодательных актов муниципального образования муниципального района «Боровский район», а также ряда поселений, входящих в его состав (Боровск, Асеньевское, Совьяки, совхоз Боровский, Ворсино, Кривское). Учредители: администрация муниципального образования муниципального района «Боровский район» и муниципальное автономное учреждение Боровского района «Районный информационный центр». Первый номер газеты вышел в свет 20 сентября 1921 года. Газета имеет электронный архив своих номеров с 2011 года.
Газета «Боровск — сердце моё» — общественная газета городской культурной жизни, истории и туризма. Публикуются статьи о культуре и истории Боровска и других малых исторических городов Калужского края и Подмосковья. В постоянной рубрике «Память» рассказывается о известных боровчанах — учёных, купцах, воинах и исторических личностях. На страницах газеты публикуется информация о новых изданиях, посвящённых Боровску. Публикуются материалы, связанные с развитием туризма в Боровске. Газета распространяется бесплатно в Боровске, Обнинске, Калуге, Балабанове, Москве. Учредители: Фонд развития малых исторических городов и Культурно-исторический центр «Боровский край». Издаётся с августа 2017 года. Газета имеет полный электронный архив своих номеров.

### Электронные СМИ
Передача телевизионных и радиовещательных сигналов на территории города обеспечивается Филиалом Калужского областного радиотелевизионного передающего центра Федерального государственного унитарного предприятия «Российская телевизионная и радиовещательная сеть». Вещание ведётся с самой высокой в Калужской области мачты высотой 198 метров, расположенной в Обнинске. На всей территории города обеспечивается приём пакета из 20 телеканалов и 3 радиоканалов в цифровом формате: первый мультиплекс на 52 телевизионном канале (722 МГц), второй мультиплекс на 43 телевизионном канале (650 МГц).
Телевизионные выпуски новостей города проводятся в телепрограмме «Боровский район: вчера, сегодня, завтра». Трансляция программы осуществляется еженедельно официальным партнёром ОАО «ТВ-Центр» обнинской телерадиокомпанией «Крылья».

## Промышленность
- Завод металлоконструкций и промышленного оборудования «ЮВС»
- Опытный завод «Вега», филиал Центра судоремонта «Звёздочка»
- АО «Витасоль», производство кормовых и лечебно-профилактических добавок для животных, птиц и рыб[56]
- ООО «Басс», производство пластмассовых изделий, используемых в строительстве[57]
- ООО «Лигум», промышленное резиновое покрытие валов и гильз[58]
- ООО «ФАРМ-СИНТЕЗ», производство лекарственных препаратов
- Текстильные и трикотажные предприятия
- Предприятия пищевой промышленности
- Производство автофургонов и другого коммерческого транспорта

В черте города Боровска (пос. Институт) расположен Всероссийский научно-исследовательский институт физиологии, биохимии и питания животных, известный своими разработками в сфере кормления сельскохозяйственных животных, биотехнологии микроорганизмов, клеточной и генной инженерии.

## Климат
Климат в Боровске умеренно континентальный, с умеренно холодной зимой (в январе около −9 °С) и тёплым летом (в июле около +18 °С).

## Достопримечательности
- Пафнутьево-Боровский монастырь, ансамбль архитектурных памятников допетровского времени (XVI—XVII вв.): ул. Дмитрова, 1.
- Храм Покрова Пресвятой Богородицы на Высоком: Рабочая ул., 41.
- Старообрядческий собор Покрова Пресвятой Богородицы: Коммунистическая ул., 63.
- Старообрядческая Введенская церковь: ул. Циолковского, 10.
- Музейно-краеведческий комплекс «Стольный город Боровск» (Боровский историко-краеведческий музей): пл. Ленина, 7.
- Музей-квартира К. Э. Циолковского: ул. Циолковского, 49.
- Тюремный замок — история старообрядчества, Картины Овчинникова, художественные и исторические экспозиции. Восстановленная екатерининская тюрьма 1866 г. ул. Берникова, 66
- Музей компьютеров: ул. Коммунистическая, д.2.
- Муниципальное учреждение культуры «Музейно-выставочный центр»: ул. Ленина, 27.
- Музей истории Боровского купечества и предпринимательства (Дом Полежаевых): ул. Ленина, 18.
- Музей Пожарной охраны города Боровска: Калужская ул., 95а.
- Культурный центр им. Д. А. Жукова: пл. Ленина, 42.
- Картинная галерея им. Л. Г. Киселёвой: ул. Мира, 11[59].
- Музей-галерея «На Молчановке» (мастерская и выставочный зал иконописца и реставратора Владимира Кобзаря): Коммунистическая ул., 6[60].
- Памятник Циолковскому: Советская ул., Боровское городище.
- Церковь Бориса и Глеба (храм построен в 1704 г., колокольня — в 1819 г.): Коммунистическая ул., 102.
- Часовня-памятник на месте заключения и гибели боярыни Морозовой и княгини Урусовой: Боровское городище.
- Памятник уроженцу Боровского уезда адмиралу Сенявину: пл. Ленина.
- Городская усадьба купца Ф. И. Шокина: ул. Ленина, 15.
- Настенная живопись Боровска.
- Звездолёт Овчинникова[61].
- Памятный камень жертвам политических репрессий[62].
- Дом-музей самолета Як-40

В 2018 году городские власти объявили о намерении снести 17 особняков XIX века в зоне исторической застройки и заменить их современными муляжами. ВООПИиК расценило данную акцию как вандализм и обратилось с жалобой в прокуратуру. Владимир Мединский тогда же заявил, что министерство культуры в ситуацию вмешиваться не будет, так как статус исторического поселения Боровск получит не ранее следующего года.
- Пафнутьев монастырь в 1913 году
- Часовня-памятник на предполагаемом месте заключения боярыни Морозовой и княгини Урусовой
- Храм Покрова Пресвятой Богородицы на Высоком
- Памятник К. Э. Циолковскому (2012)
- Городская усадьба купца Ф. И. Шокина
- Фонтан «Пусть светит!»
авторы Людмила Киселёва и Игорь Коптев (2017)
- Звездолёт Овчинникова
- Глобус Боровска
- Памятник адмиралу Д. Н. Сенявину, скульптор Михаил Переяславец

## В нумизматике
4 октября 2005 года Банком России выпущена памятная биметаллическая монета номиналом 10 рублей «Древние города России. Боровск».